# Gérson
Gérson de Oliveira Nunes (født 11. januar 1941 i Niterói, Brasilien) er en tidligere brasiliansk fodboldspiller, der med Brasiliens landshold vandt guld ved VM i 1970 i Mexico, hvor han scorede Brasiliens andet mål i finalen mod Italien som midtbanespiller på venstre fløj ved en fire-to-fire opstilling. Han deltog også ved VM i 1966. I alt nåede han at spille 70 landskampe og score 14 mål for brasilianerne.
Gérson spillede på klubplan udelukkende i brasilianske klubber, hvor han var tilknyttet Flamengo, Botafogo, São Paulo og Fluminense. Han vandt adskillige statsmesterskaber med sine klubber.